# ジャン＝ミシェル・ダマーズ
ジャン＝ミシェル・ダマーズ（Jean-Michel Damase, 1928年1月27日 - 2013年4月21日）は、フランスの作曲家、ピアニスト。

## 来歴
ボルドーに生まれる。ハープ奏者ミシュリーヌ・カーンを母にもち、幼少時より音楽の才能を発揮。エコールノルマル音楽院を経て13歳でパリ音楽院に入学し、アルフレッド・コルトーにピアノ、アンリ・ビュッセルに作曲、マルセル・デュプレに和声・対位法をそれぞれ師事。1943年にピアノ科で一等賞を受賞して卒業する（この年には後にオリヴィエ・メシアンの妻となるイヴォンヌ・ロリオも同時に首席卒業者となっている）。
1947年、カンタータ『そして美女は目覚めた』(et la belle se réveilla)でローマ賞を受賞する。以後、作曲家・ピアニストとして積極的に活動するほか音楽教育にも力を入れ、パリ音楽院の副院長もつとめた。
2013年4月21日に死去した

## 音楽
ダマーズは主として室内楽曲をはじめとする器楽曲の作曲で知られる。フルートを用いた作品のほか、ハープ奏者の母親の影響もありハープを用いた作品も多い。
ダマーズは20世紀後半に主流であった前衛的な現代音楽の流れに反し、新古典主義音楽に基礎をおいた優美な旋律を特徴とする作風を展開した。そのため20世紀においてはあまり評価を受けられない状況が続いたが、近年は複数の作品集がCDとして発売され、再評価が高まりつつある。

## 主な作品

### 舞台
- そして美女は目覚めた et la belle se réveilla （1947年）

### 協奏曲
- ピアノ協奏曲第1番 （1949年）
- ハープ協奏曲第1番 （1951年）
- ヴィオラ、ハープと弦楽オーケストラのための協奏曲 （1990年）
- フルート協奏曲 （1993年）

### 器楽曲・室内楽曲
- フルートとピアノのための演奏会用ソナタ （1952年）
- 木管五重奏のための17の変奏曲(1951年)
- フルートとハープのためのソナタ （1964年）
- サクソフォーン四重奏曲 （1978年）
- フルート三重奏のための田園組曲 （1988年）
- 2つのフルートとピアノのための三重奏曲 （1997年）
- アルトサクソフォーンとピアノのための「ヴァカンス」 （1990年）
- フルート、オーボエ、クラリネットとピアノのための四重奏曲「ランソン・ウィルソン に」(1991年)
- ペイザージュ〜フルートとピアノのための9つの小品

### ピアノ曲
- ピアノソナタ (1953年)
- 主題と変奏(1956年)
- 幻影(1968年)
- 8つの練習曲(1977年)
- ソナチネ(1991年)
- 序奏とアレグロ(1992年)ロン＝ティボー国際コンクール1992年課題曲委嘱作品